# Хелітрони
Хелітрон — це транспозон виявлений у еукаріот, що, як вважають, утворюється за допомогою механізму так званої реплікації за типом кільця, що котиться (англ. Rolling circle replication). Цю категорію транспозонів виявили Володимир Капітонов та Єжи Юрка у 2001 році. Процес реплікації за вищевказаним механізмом починається з розриву кінця одного із ланцюгів хелітронної ДНК. Транспозаза розміщується на цьому розриві і на другому розриві, сайті, куди хелітрон зібрався мігрувати. Потім перший ланцюг зміщується з вихідної позиції і приєднується до розриву ланцюга-мішені, утворюючи кільцевий гетеродуплекс. Після чого гетеродуплекс розкладається на плаский фрагмент ДНК шляхом реплікації. У процесі реплікації за типом кільця, що котиться, ДНК може бути відтворена за межами первісної послідовності хелітрону, в результаті чого в процесі пересування хелітрону на нове місце «захоплюються» фланкуючі ділянки ДНК.